# 頂寮 (嘉義縣)
頂寮，是臺灣嘉義縣民雄鄉的一個傳統地域名稱，位於該鄉北部偏西。相較於今日行政區，其範圍大致為寮頂村不含西南端。

## 歷史
台灣日治初期，頂寮地區為一街庄，稱為「頂寮庄」，隸屬於打貓南堡。該庄北邊西段與柳仔溝庄為林，北邊東段與三疊溪庄為鄰，東與崙仔頂庄為鄰，南邊為打貓街，西邊為番仔庄。
1901年（日治明治三十四年）11月，全台設置二十廳，該街隸屬於嘉義廳。1909年（明治四十二年）10月，合併二十廳為十二廳，該街仍隸屬於嘉義廳。1920年（大正九年），廢十二廳改設五州二廳，該街改制為「頂寮」大字，隸屬於臺南州嘉義郡民雄庄。
戰後民雄庄改制為民雄鄉，隸屬於臺南縣，大字亦改制為村。1950年雲、嘉、南分治，民雄鄉改隸屬於嘉義縣。

## 聚落
本地區發展較早的聚落有後庄，在日治期初期的官方地圖上已有記載。